# Africallagma vaginale
Africallagma vaginale é uma espécie de libelinha da família Coenagrionidae.
Pode ser encontrada nos seguintes países: República Democrática do Congo, Quénia, Tanzânia, Uganda, Zâmbia e possivelmente em Burundi.
Os seus habitats naturais são: florestas secas tropicais ou subtropicais, florestas subtropicais ou tropicais húmidas de baixa altitude, matagal húmido tropical ou subtropical, rios, rios intermitentes, áreas húmidas dominadas por vegetação arbustiva, lagos de água doce, lagos intermitentes de água doce, marismas de água doce e marismas intermitentes de água doce.